# Passo Roverello
Il passo Roverello (246 m s.l.m.) è uno dei due valichi dei Colli Euganei. Situato nel comune di Galzignano Terme tra il monte Marco e il monte Peraro collega Galzignano con Faedo tramite la strada provinciale SP99.

## Ciclismo
Il passo Roverello è ciclisticamente molto amato per le bellezze paesaggistiche che offre, unitamente a delle pendenze non proibitive su entrambi i versanti:
- da Faedo la salita ha una misura di 5,7 km con un pendenza media del 4,4% e massima dell'8%;[3]
- da Galzignano la salita rimane costante per la maggior parte del percorso, tranne la parte iniziale, misura 4,1 km con un pendenza media del 6% e massima del 10%.[4]